# Barczatka borówczanka

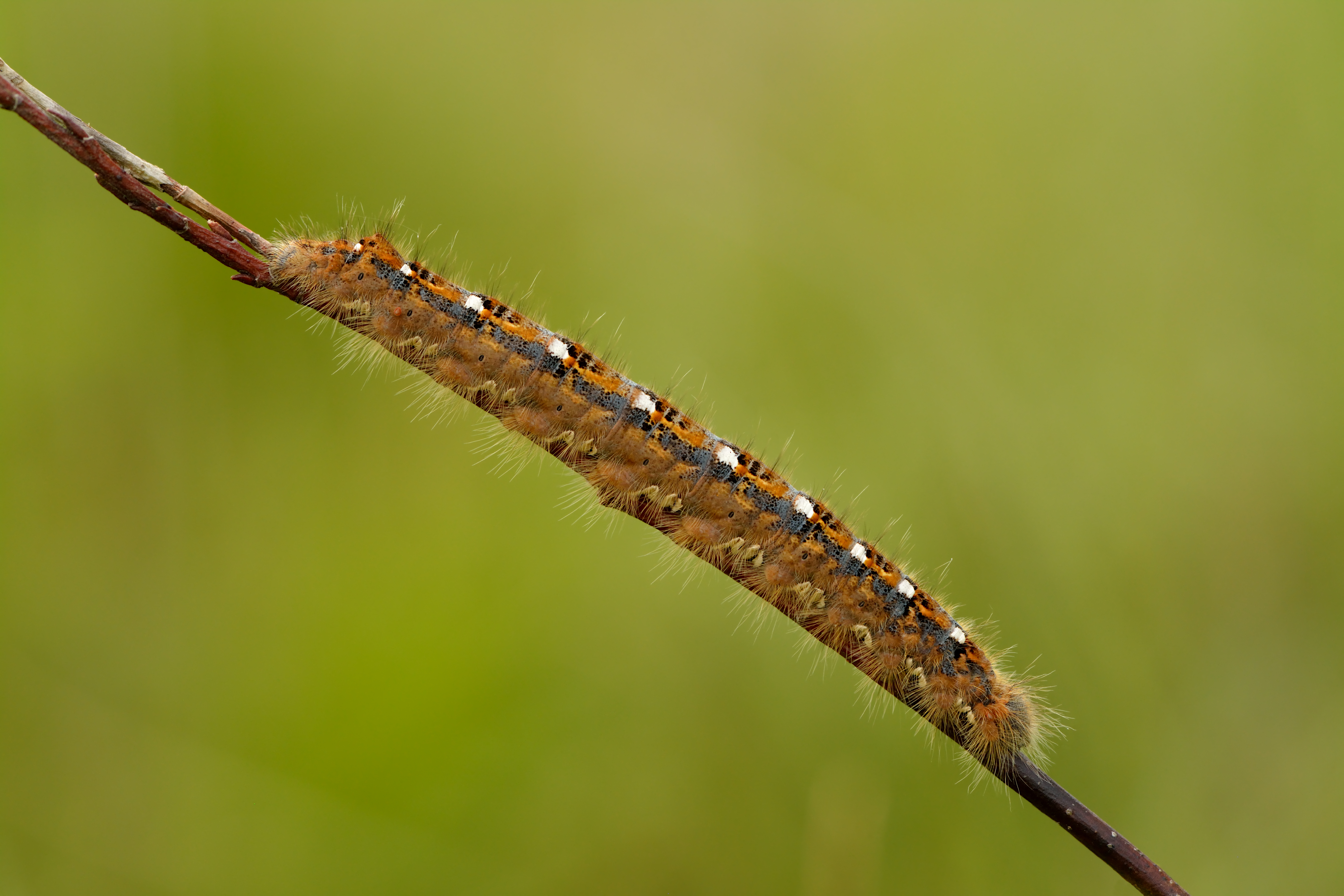
Gąsienica

Barczatka borówczanka  (Phyllodesma ilicifolia) – motyl z rodziny barczatkowatych.

## Wygląd
Rozpiętość skrzydeł 30–38 mm. Skrzydła jasnobrunatne z popielatoszarym nalotem. Przepaski mało wyraźne. Środkowa część tylnego skrzydła rozjaśniona. Zewnętrzny brzeg obu par skrzydeł lekko falisty, strzępina w białe i brunatne paski. Samce są nieco mniejsze od samic, charakteryzują się grzebieniastymi czułkami. Ubarwienie motyla szaro-brunatne z deseniem przepaskowym. Osobniki dorosłe żyją bardzo krótko (nie odżywiają się). Gąsienice silnie owłosione, snują z przędzy mocne, oprzędy wyściełane włoskami, żywią się liśćmi i pączkami drzew, wyrządzając nieraz znaczne szkody. .
Okres lotu
Motyl pojawia się w kwietniu i maju.
Rozród
Wydaje jedno pokolenie rocznie. Samica składa ok. 120 jaj przeważnie na łodygach borówki czarnej i źdźbłach traw. Larwy rozwijają się od czerwca do sierpnia, natomiast poczwarka zimuje i dopiero w następnym roku przeobraża się w imago. Larwy są bardzo żarłoczne.
Biotop
Gatunek preferujący środowiska uwilgocone. Występuje w wysokopiennych lasach mieszanych oraz nizinnych i górskich z borówczyskami lub zarastającymi wrzosowiskami.
Zasięg występowania
Gatunek rozmieszczony szeroko od Półwyspu Iberyjskiego po Chiny i Japonię. W Europie występuje lokalnie i wyspowo w większości państw. Na północy osiąga południową Szwecję i Norwegię, zaś na południu sięga po Grecję i Włochy. W europejskiej części Rosji szeroko rozprzestrzeniony, poza strefą tundry i stepu, za Uralem w południowej części Niziny Zachodniosyberyjskiej i centralnej Jakucji.
W Polsce
Gatunek znany dawniej z wyspowych stanowisk w północnej i południowej części kraju. W ostatnim dziesięcioleciu XX wieku, pomimo intensyfikacji badań lepidopterologicznych, nie potwierdzono występowania motyla.
Rośliny żywicielskie
podstawowe
borówka brusznica – Vaccinium vitis-idaea L., borówka czarna (czarna jagoda) -Vaccinium myrtillus L.
dodatkowe
Topola osika – Populus tremula L., Wierzba krzewiasta – Salix spp.
Ochrona
Gatunek niechroniony, skrajnie zagrożony, którego liczebność kształtuje się w odpowiedniej skali wartości przyjętej przez IUCN.